# Zugbildungsbahnhof
Ein Zugbildungsbahnhof ist eine Bahnanlage zum Bilden von Zügen. Zugbildungsbahnhöfe für Güterzüge des Einzelwagenverkehrs werden Rangierbahnhöfe genannt. Reisezüge werden zum Teil in Abstellbahnhöfen gebildet. Sie sind oft Teil eines Bahnhofes und keine eigene Betriebsstelle. Zugbildungsbahnhöfe ohne verkehrliche Aufgaben sind Betriebsbahnhöfe.